# 河津逆川インターチェンジ
河津逆川インターチェンジ（かわづさかさがわインターチェンジ）は、静岡県賀茂郡河津町逆川にある伊豆縦貫自動車道（河津下田道路）のインターチェンジである。

## 概要
沼津方面ハーフインターとして建設され、下田方面ハーフインターの須原IC（仮称）と機能を分担する。河津下田道路（II期）のうち、国道414号の夏季大型車通行止め区間（7月20日 - 8月20日）の解消や、国道135号の交通混雑緩和が期待されることから、河津七滝ICと当IC間が先行整備区間として着手され、2023年（令和5年）3月19日に供用開始された。
先行整備区間の開通により、走行時間が整備前の約14分から整備後は約3分に大幅に短縮されるとともに、夏季通行規制の一部解消と大型車の相互通行が可能となる。

## 接続する道路
- 国道414号（現道）

## 歴史
- 2023年（令和5年）
  - 1月13日 : IC名称が「逆川IC（仮称）」から「河津逆川IC」に正式決定[2]。
  - 3月19日 : 河津七滝IC - 河津逆川IC 間延長3.0 km 開通に伴い供用開始[2]。

## 周辺
- 三嶋神社[3]
- 萬松山 普門院（曹洞宗：伊豆横道三十三観音霊場 第13番札所）[3]
- 如意山 法雲寺（曹洞宗：伊豆横道三十三観音霊場 第12番札所）

## 隣
E70 伊豆縦貫自動車道（河津下田道路）
河津七滝IC - 河津逆川IC - 須原IC（事業中）